# Basse vallée du Tavignano
Basse vallée du Tavignano este o arie protejată (sit de importanță comunitară — SCI) din Franța întinsă pe o suprafață de 770 ha, integral pe uscat.

## Localizare
Centrul sitului Basse vallée du Tavignano este situat la coordonatele 42°10′31″N 9°23′04″E / 42.17528°N 9.38444°E.

## Înființare
Situl Basse vallée du Tavignano a fost declarat arie specială de conservare în baza directivei 92/43 din 1992 referitoare la conservarea habitatelor naturale și a faunei și florei sălbatice pentru a proteja 12 specii de animale.

## Biodiversitate
Situată în ecoregiunea mediteraneană, aria protejată conține 10 habitate naturale: Cursuri de apă de la nivel de câmpie la nivel montan, cu vegetație Ranunculion fluitantis și Callitricho-Batrachion, Pășuni mediteraneene udate de apa mării (Juncetalia maritimi), Tufărișuri halofile mediteraneene și termo-atlantice (Sarcocornetea fruticosi), Liziere de ierburi înalte hidrofile de câmpie și de nivel montan până la alpin, Păduri de Quercus ilex și Quercus rotundifolia, Dune mobile cu vegetație embrionară, Păduri de Quercus suber, Galerii de Salix alba și de Populus alba, Dune de pe litoral fixate cu Crucianellion maritimae, Izvoare petrifiante cu formare de travertin (Cratoneurion).
La baza desemnării sitului se află mai multe specii protejate:
- amfibieni (1): Discoglossus sardus
- mamifere (6): liliac cârn (Barbastella barbastellus), liliac cu aripi lungi (Miniopterus schreibersii), liliac cu picioare lungi (Myotis capaccinii), liliac cărămiziu (Myotis emarginatus), liliacul mare cu potcoavă (Rhinolophus ferrumequinum), liliacul mic cu potcoavă (Rhinolophus hipposideros)
- pești (2): Alosa fallax, salmo cettii (Salmo cetti)
- reptile (3): țestoasa de baltă (Emys orbicularis), Euleptes europaea, țestoasă bănățeană (Testudo hermanni)

Pe lângă speciile protejate, pe teritoriul sitului au mai fost identificate 2 specii de plante, 1 specie de amfibieni, 1 specie de pești, 3 specii de reptile.